# Kofibranter Raum
In der Mathematik heißt ein topologischer Raum kofibrant, wenn für jeden Punkt {\displaystyle x\in X} die Inklusion {\displaystyle \left\{x\right\}\to X} eine Kofaserung ist. Zum Beispiel sind CW-Komplexe kofibrante Räume.
Eine kofibrante Approximation (oder kofibrante Auflösung) eines topologischen Raumes {\displaystyle X} ist ein kofibranter Raum {\displaystyle {\widetilde {X}}} mit einer schwachen Homotopieäquivalenz {\displaystyle i\colon {\widetilde {X}}\to X}.